# Attilio Tesser
Attilio Tesser (* 10. Juni 1958 in Montebelluna) ist ein ehemaliger italienischer Fußballspieler und heutiger -trainer.
Als Aktiver spielte er unter anderem für die Mannschaften der SSC Neapel, von Udinese Calcio und von Catania Calcio. Trainer war Tesser bisher zum Beispiel bei Udinese und der SSC Venedig, wo er jeweils als Jugendtrainer fungierte, sowie bei Novara Calcio und Ternana Calcio.

## Spielerkarriere
Attilio Tesser, geboren am 10. Juni 1958 in Montebelluna, einer norditalienischen Stadt in Venezien, begann mit dem Fußballspielen beim örtlichen Verein Calcio Montebelluna, der es aber nie in den Profibereich des italienischen Fußballs schaffte. Nach zwei Jahren in der ersten Mannschaft seines Heimatvereins wechselte Tesser zum FBC Treviso, damals in der dritten italienischen Fußballliga spielend, wo er von 1976 bis 1978 63 Ligaspiele in der Serie C machte und dabei sechs Tore erzielte. Im Sommer 1978 schloss sich Tesser, der auf der Position eines Abwehrspielers agierte, der SSC Neapel an, wo er sich jedoch nicht vollständig durchsetzen konnte und in zwei Jahren auf 37 Spiele der Serie A kam. Für Napoli sprang in den beiden Jahren, in denen Attilio Tesser in Kampanien weilte, ein Mittelfeldrang heraus.
Nach zwei Jahren in Neapel ging Attilio Tesser 1980 wieder in den Norden Italiens und unterschrieb einen Vertrag beim Erstligisten Udinese Calcio, wo er bis 1985 spielte. In Udine entwickelte sich Tesser zur Stammkraft und brachte es auf insgesamt einhundert Ligaspiele, in denen ihm sechs Torerfolge gelangen. Meist wurden Platzierungen im Mittelfeld der Serie A erreicht; der größte Erfolg gelang Tesser bei Udinese in der Saison 1982/83, als man am Ende Sechster wurde und die Teilnahme am UEFA-Pokal nur knapp verpasste.
Nach hundert Spielen für Udinese verließ Attilio Tesser den Friaul 1985 wieder und wechselte zur AC Perugia, einem mittlerweile nur noch zweitklassig spielenden ehemaligen italienischen Vizemeister. Mit Perugia belegte Tesser den drittletzten Platz in der Serie B 1985/86 und wäre sportlich in die Serie C1 abgestiegen. Aufgrund der Beteiligung von Perugia am zweiten Totonero-Skandal, einer Manipulationsaffäre des italienischen Fußballs 1985, musste Perugia sogar in die viertklassige Serie C2 absteigen. Daraufhin wechselte Tesser nach Sizilien zu Catania Calcio, das damals in der Serie B spielte. Auch hier war Tesser nicht erfolgreich und musste mit Catania nach Ablauf der Saison 1986/87 den Gang in die Drittklassigkeit antreten. In der Serie C1 verbrachte er auch seine weiteren Jahre im Trikot von Catania, ehe er 1989 zur AC Trento wechselte, um auch dort noch bis 1991 unterklassigen Fußball zu spielen. 1991 beendete Attilio Tesser seine aktive Laufbahn als Fußballspieler im Alter von 33 Jahren.

## Trainerkarriere
Nach dem Ende seiner Laufbahn als aktiver Fußballspieler wurde Attilio Tesser Trainer. Zunächst war er von 1992 bis 1994 für den sportlichen Erfolg beim unterklassigen Verein Sevegliano verantwortlich. 1994 wurde Tesser Jugendtrainer seines alten Vereins Udinese Calcio. Dieses Amt bekleidete er bis 1996, ehe er von da an bis 2001, ebenfalls als Jugendcoach, bei der SSC Venedig tätig war, die Ende der Neunzigerjahre einige kurzzeitige Erfolge erlangte, wenn auch, mit dem erstmaligen Aufstieg in die Serie A seit etwa vierzig Jahren, größtenteils im Erwachsenenbereich.
2001 wurde Attilio Tesser Trainer beim FC Südtirol. Er erreichte das von Präsident Leopold Goller gesteckte Ziel, die Playoffs um den Aufstieg in die Serie C1, scheiterte mit seiner Mannschaft dort aber an Brescello Calcio. Nach der Saison verließen zahlreiche Leistungsträger den Verein. Dennoch konnte Tessers Mannschaft erneut in die Playoffs einziehen, unterlag im Endspiel aber Novara Calcio. Nach Ende der Saison 2002/03 wurde der Vertrag von Attilio Tesser in Bozen nicht verlängert, und er unterschrieb für die Spielzeit 2003/04 in der Serie B bei der US Triestina. Die Serie B 2003/04 beendete Triest auf dem zehnten Tabellenplatz; die Folgesaison verlief jedoch weniger erfolgreich, und der Abstieg in die dritte Liga wurde nur knapp vermieden.
Vor der Saison 2005/06 wurde Attilio Tesser als neuer Trainer beim Erstligisten Cagliari Calcio vorgestellt. Bereits nach dem ersten Spiel, das gegen die AC Siena trotz guter Leistung mit 1:2 verloren ging, entband ihn Präsident Massimo Cellino von seinen Aufgaben als Trainer der ersten Mannschaft und ersetzte ihn durch Daniele Arrigoni, der wiederum nur einen Spieltag darauf seinen Posten verlor. Insgesamt coachten in der Saison 2005/06 vier verschiedene Trainer die Mannschaft von Cagliari Calcio.
Am 20. Mai 2006 wurde bekannt, dass Attilio Tesser zur Saison 2006/07 Nachfolger von Marco Giampaolo als Trainer von Ascoli Calcio werden solle. Doch auch in Ascoli Piceno arbeitete Tesser nicht lange; bereits nach dem elften Spieltag der Serie A 2006/07 wurde er aufgrund von mangelndem Erfolg entlassen und durch Nedo Sonetti ersetzt, der den Verein jedoch auch nicht vor dem Abstieg in die Serie B bewahren konnte. Tesser hatte mit dem markischen Fußballclub in den elf Saisonspielen, in denen er an der Seitenlinie stand, kein einziges gewonnen, viermal remis gespielt und sieben Mal verloren.
Im Sommer 2007 unterschrieb Attilio Tesser einen Vertrag beim Zweitligisten AC Mantova mit dem Ziel, den Verein in die Serie A zu führen. Nach anfänglich guten Ergebnissen folgte im Winter 2007/08 allerdings ein Tief mit schlechteren Ergebnissen, in deren Folge Attilio Tesser am 24. Februar 2008 nach einer Niederlage gegen die AS Bari sein Traineramt verlor. Nach einem knappen Jahr ohne Anstellung kehrte Tesser im Januar 2009 auf den Trainerstuhl zurück und coachte für etwas mehr als einen Monat als Nachfolger von Carlo Sabatini die Mannschaft von Calcio Padova. Sabatini kehrte im Februar zurück und übernahm das Traineramt wieder.
Am 11. Juni 2009 stellte die Vereinsführung des piemontischen Traditionsvereins Novara Calcio Attilio Tesser als neuen Übungsleiter vor. Er erreichte sein Ziel, den einstigen Erstligisten zurück in die Serie B zu führen, sogleich. Tesser belegte mit Novara in der Lega Pro Prima Divisione 2009/10 den ersten Platz in der Girona A mit fünf Punkten Vorsprung auf den AS Varese 1910, wobei Novara die mit Abstand beste Defensive der Liga stellte. Novara erlebte damit erstmals seit 1977 wieder Zweitligafußball. In der Serie B konnte sich der Verein, der bis in die Fünfzigerjahre hinein viele Jahre in der Serie A zu finden war, sofort etablieren und erreichte gute Resultate. Nachdem lange Zeit ein direkter Aufstiegsplatz belegt worden war, rangierte Novara Calcio am Ende der Serie B 2010/11 auf dem dritten Tabellenplatz, was zur Teilnahme an den Playoff-Spielen um den Aufstieg berechtigte. Dort erreichte man durch zwei Unentschieden gegen Reggina Calcio aufgrund der Regelung, dass bei Remis in den Aufstiegsplayoffs die in der Tabelle besser platzierte Mannschaft weiterkommt, das Endspiel und traf dort auf Calcio Padova. Nach einem 0:0 in Padua und einem 2:0-Erfolg im heimischen Stadio Silvio Piola gelang Novara Calcio der direkte Durchmarsch von der Lega Pro Prima Divisione in die Serie A. Dort galt Novara Calcio im Saisonvorfeld als erster Anwärter auf den Abstieg und spielte denn auch von Saisonbeginn an gegen den Abstieg. Ein großer Coup gelang dem Verein, als man den amtierenden Pokalsieger Inter Mailand am vierten Spieltag mit 3:1 bezwang, was dessen Trainer Gian Piero Gasperini den Job kostete. Der weitere Saisonverlauf hatte für Attilio Tesser und Novara Calcio aber nur wenig Erfreuliches zu bieten. Nach einer 0:2-Niederlage bei der US Palermo und dem Abrutschen auf den letzten Tabellenplatz trennte sich die Klubführung am 30. Januar 2012 von Tesser. Als Nachfolger wurde Emiliano Mondonico verpflichtet. Zwei Monate später wurde auch Mondonico entlassen, und Tesser wurde erneut Coach von Novara Calcio. Allerdings konnte auch Tessers Rückkehr auf die Trainerbank von Novara Calcio den direkten Wiederabstieg des piemontischen Vereins nicht verhindern. Auch der Start in die Zweitligasaison 2012/13 misslang, und Tesser musste im Herbst 2012 sein Amt wieder niederlegen.
Nach über einem Jahr ohne Anstellung verpflichtete der in den Abstiegskampf geratene Zweitligist Ternana Calcio Tesser Ende Dezember 2013 als Nachfolger für den entlassenen Domenico Toscano. In Terni arbeitete Tesser eineinhalb Jahre lang und hielt den Verein zweimal in der Serie B. Nach Saisonende 2014/15 trennten sich die Wege von Verein und Trainer wieder und Tesser wurde Nachfolger von Massimo Rastelli beim Ligakonkurrenten AS Avellino 1912. Dort blieb er mit kurzer Unterbrechung ein Jahr lang, ohne aber große Erfolge feiern zu können. Vom Sommer 2016 bis April 2018 trainierte Tesser den Drittligisten US Cremonese, mit dem er in die Serie B aufgestiegen war.
Von 2018 bis 2021 war Tesser Cheftrainer von Pordenone Calcio. Mit dem Team wurde er 2019 Meister der Gruppe B der Serie C und 2020 sogar auf Anhieb Vierter in der Serie B.
Von 2021 bis 2023 war er Trainer des FC Modena, mit welchem er 2022 auf Anhieb erneut Meister der Gruppe B der Serie C wurde.
Von 2023 bis Februar 2024 war er Trainer bei US Triestina, wo er seit dem 27. November 2024 erneut Cheftrainer ist.

## Erfolge
- Lega Pro Prima Divisione: 1 Mal (2009/10)
- Aufstieg in die Serie A: 1 Mal (2010/11)
- Lega Pro: 1 Mal (2016/17)